# Cantonul Saint-Brieuc-Nord
Cantonul Saint-Brieuc-Nord este un canton din arondismentul Saint-Brieuc, departamentul Côtes-d'Armor, regiunea Bretania, Franța.